# Warren megye (Ohio)
Warren megye az Amerikai Egyesült Államokban, azon belül Ohio államban található. Megyeszékhelye Lebanon, legnagyobb városa Mason. Lakosainak száma 242 337 fő (2020. április 1.). Warren megye Montgomery, Clermont, Butler, Hamilton, Clinton és Greene megyékkel határos.

## Népesség
A megye népességének változása:
| Lakosok száma | 213 252 | 215 406 | 217 310 | 219 169 | 224 469 | 242 337 |
|               | 2010    | 2011    | 2012    | 2013    | 2015    | 2020    |